# Calgary
Calgary [ˈkʰæɫ.gə.ɹi] ist mit 1.239.220 Einwohnern die größte Stadt in der Provinz Alberta sowie die viertgrößte in ganz Kanada. Calgary liegt im Süden der Provinz an der Mündung des Elbow Rivers in den Bow River. 1988 trug Calgary als erste kanadische Stadt die Olympischen Winterspiele aus.

## Geografie

### Geografische Lage

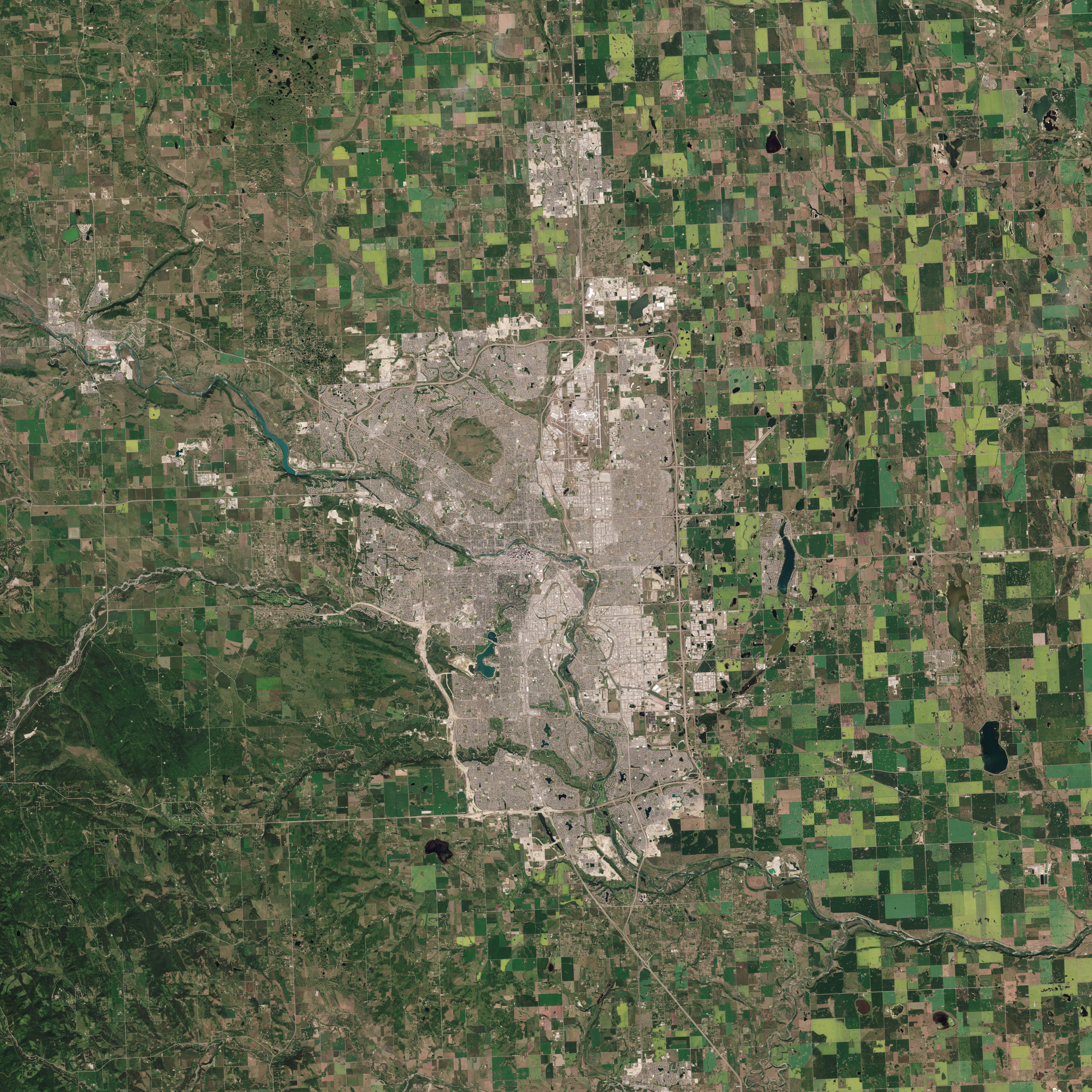
Satellitenbild

Calgary liegt im Süden von Alberta in der Prärie und ist die größte Stadt dieser Provinz vor Edmonton, der Provinzhauptstadt, welche sich etwa 300 Kilometer nördlich befindet. Damit ist Calgary gleichzeitig die größte Stadt zwischen Vancouver im Westen am Pazifik und Toronto im Osten an den Großen Seen. Etwa 80 Kilometer westlich erstrecken sich die Rocky Mountains.
Vom Zusammenfluss von Bow River und Elbow River breitet sich die Stadt gleichmäßig in alle Richtungen aus. Das Stadtgebiet ist leicht hügelig, liegt es doch an den östlichen Ausläufern der Foothills, einer hügeligen Übergangsregion zu den Rocky Mountains. Die umgebende Landschaft ist Teil der auch als Aspen Parkland bezeichneten Ökoregion.
Der größere Bow River fließt vom Westen nach Süden durch Calgary und begrenzt die Innenstadt an ihrem nördlichen Ende. Der Elbow River durchquert die Stadt von Süden her bis zum Zusammenfluss mit dem Bow River östlich der Innenstadt am Fort Calgary.

### Klima
Die Sommer in Calgary sind warm, die Winter können dagegen sehr kalt sein, so dass die Temperatur über einen längeren Zeitraum den Gefrierpunkt nicht übersteigt. Diese Kältephase kann plötzlich durch eine Warmphase mit Temperaturen von fast 20 °C abgelöst werden. Das wird durch den Chinook verursacht, einen warmen föhnartigen Wind, der von den Rocky Mountains auf Calgary herunterweht. Dagegen ist es ebenso möglich, dass bereits Anfang Oktober Schneestürme hereinbrechen. Calgary genießt ein sehr sonniges Klima mit durchschnittlich 2396 Sonnenstunden pro Jahr. 
|                        | Jan   | Feb   | Mär  | Apr  | Mai  | Jun  | Jul  | Aug  | Sep  | Okt  | Nov  | Dez   |   |       |
| Mittl. Temperatur (°C) | −7,1  | −5,4  | −1,6 | 4,6  | 9,7  | 13,7 | 16,5 | 15,8 | 11,0 | 5,2  | −2,4 | −6,8  | ⌀ | 4,5   |
| Mittl. Tagesmax. (°C)  | −0,9  | 0,7   | 4,4  | 11,2 | 16,3 | 19,8 | 23,2 | 22,8 | 17,8 | 11,7 | 3,4  | −0,8  | ⌀ | 10,9  |
| Mittl. Tagesmin. (°C)  | −13,2 | −11,4 | −7,5 | −2,0 | 3,1  | 7,5  | 9,8  | 8,8  | 4,1  | −1,4 | −8,2 | −12,8 | ⌀ | −1,9  |
|                        |       |       |      |      |      |      |      |      |      |      |      |       |   |       |
| Niederschlag (mm)      | 9,4   | 9,4   | 17,8 | 25,2 | 56,8 | 94,0 | 65,5 | 57,0 | 54,1 | 15,3 | 13,1 | 10,2  | Σ | 427,8 |
|                        |       |       |      |      |      |      |      |      |      |      |      |       |   |       |
| Sonnenstunden (h/d)    | 3,9   | 5,2   | 5,7  | 7,3  | 8,0  | 9,0  | 10,1 | 9,2  | 6,9  | 5,7  | 4,0  | 3,7   | ⌀ | 6,6   |
|                        |       |       |      |      |      |      |      |      |      |      |      |       |   |       |
| Regentage (d)          | 7,3   | 6,8   | 9,2  | 9,0  | 11,2 | 13,8 | 13,0 | 10,6 | 9,1  | 7,2  | 7,6  | 6,9   | Σ | 111,7 |

| −13,2 |

| −11,4 |

| −7,5 |

| −2,0 |

| 3,1 |

| 7,5 |

| 9,8 |

| 8,8 |

| 4,1 |

| −1,4 |

| −8,2 |

| −12,8 |

| −13,2 |

| −11,4 |

| −7,5 |

| −2,0 |

| 3,1 |

| 7,5 |

| 9,8 |

| 8,8 |

| 4,1 |

| −1,4 |

| −8,2 |

| −12,8 |

## Geschichte
Bevor die ersten Europäer die Gegend um Calgary besiedelten, war dieses Gebiet die Heimat der Blackfoot. Ihre Spuren lassen sich dort mindestens 11.000 Jahre zurückverfolgen. Einer der ersten Europäer, der hier den Bow River erreichte, war der Kartograf David Thompson im Jahr 1787. Die ersten Siedler ließen sich in den frühen 1860er Jahren nieder, meist um Jagd auf Bisons zu machen. Im Jahr 1875 wurde ein Polizeiposten der Royal Canadian Mounted Police eingerichtet, der zunächst Fort Brisebois genannt wurde. 1876 erfolgte die Umbenennung in Fort Calgary, benannt nach dem Ort Calgary (schottisch-gälisch Cala Ghearraidh, „Strand an der Wiese“) auf der Insel Mull. Im Jahr 1883 erreichte die Canadian Pacific Railway die Siedlung. Die Siedler, die jetzt schnell von der Ostküste mit der Eisenbahn hierher gelangen konnten, bekamen Land geschenkt und die Bevölkerungszahl stieg rapide an. Gleichzeitig suchten die Viehzüchter aus den südlich gelegenen Vereinigten Staaten neues Weideland für ihre Rinder und trieben die Herden immer nördlicher bis in die Prärie von Alberta, das damals noch nicht zu Kanada gehörte. Calgary wurde ein Zentrum der Rinderzucht und der Cowboys. Die Tradition lebt noch heute im Calgary Stampede fort. Die Stadtgründung wurde offiziell 1884 vollzogen.
Ende der 1940er Jahre wurden in Alberta riesige Ölvorkommen gefunden, und Calgary wandelte sich von einer durch Viehzucht geprägten Stadt zu einer Wirtschaftsmetropole. Die Ölkrise von 1973 beschleunigte die Entwicklung, so dass in den 1970er Jahren 450 Ölfirmen ihre Zentrale in Calgary hatten und die Arbeitsplätze in Calgary zu 70 Prozent vom Öl abhingen. Durch den Fall des Ölpreises Anfang der 1980er Jahre geriet die Stadt in eine schwere Krise, von der sie sich erst Ende des Jahrzehnts langsam erholen konnte. Zur Erholung trugen unter anderem 1988 die Ausrichtung der Olympischen Winterspiele und die Verbreiterung der wirtschaftlichen und kulturellen Basis bei. Seitdem wachsen die Wirtschaft, die Bevölkerung und der Tourismus stetig.

## Wirtschaft

### Überblick

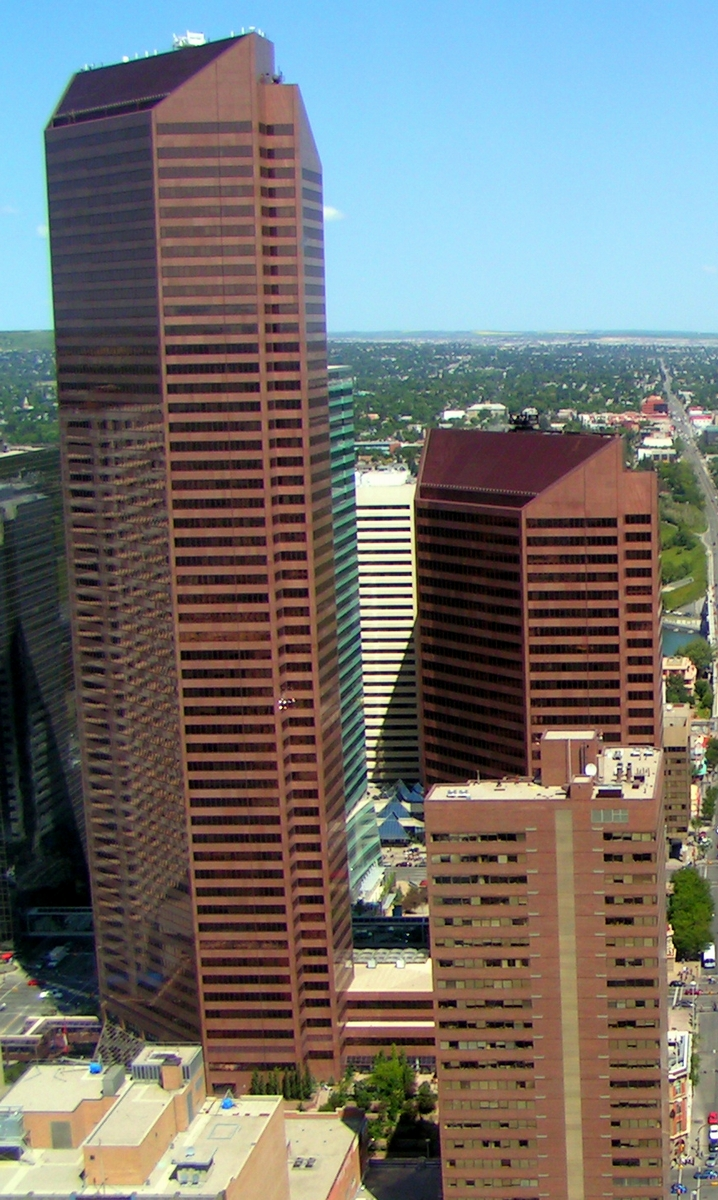
Der Gebäudekomplex Suncor Energy Centre

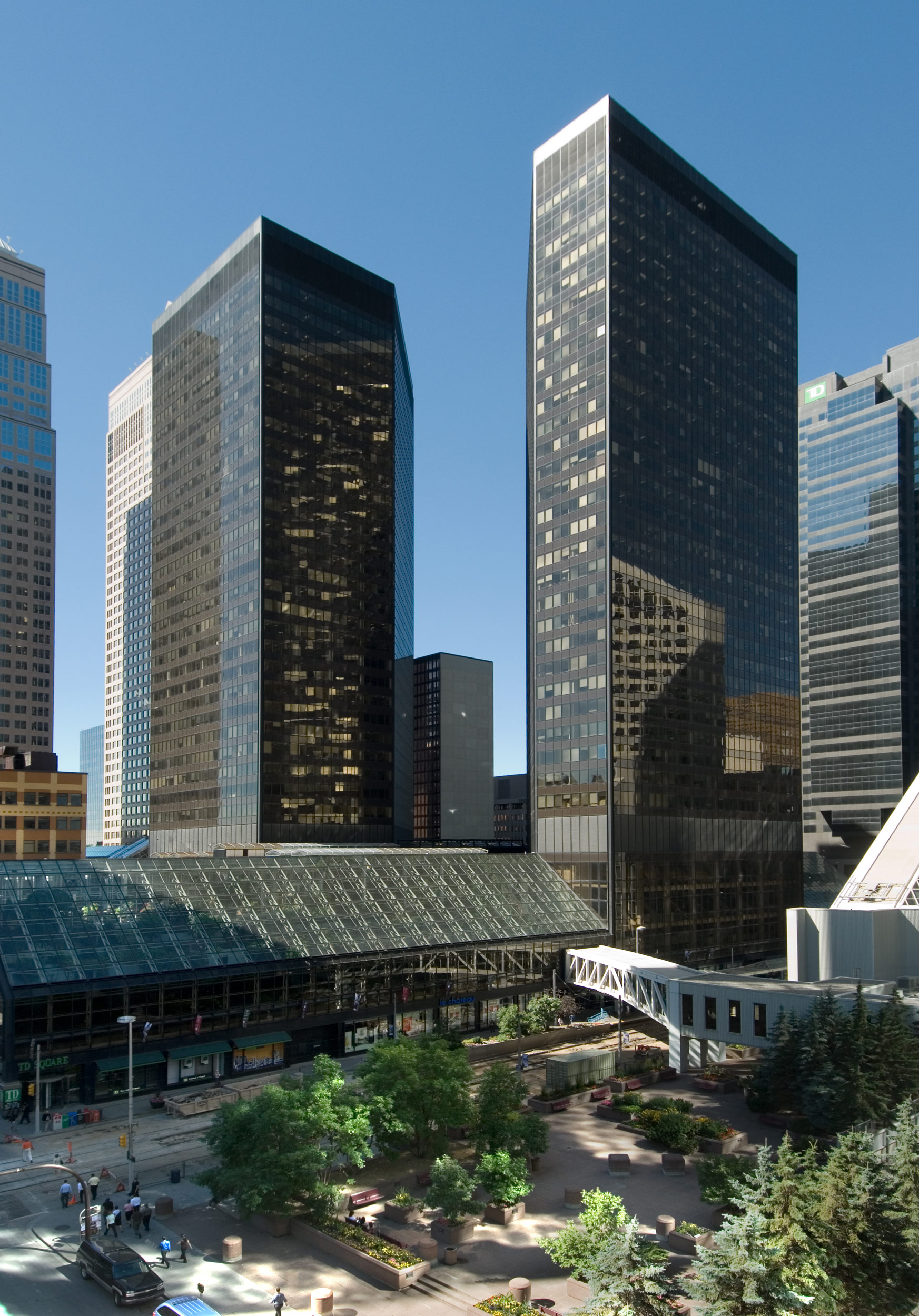
Home Oil Tower und Dome Tower

Trotz der seit den 1980er Jahren vorangetriebenen Diversifizierung ist Calgarys Wirtschaft nach wie vor stark durch die Gas- und Mineralölindustrie geprägt. Firmen wie BP, Canadian Natural Resources, EnCana, Enerplus, Imperial Oil, Pembina Pipeline, Petro-Canada, Shell, Suncor Energy, Precision Drilling, Crew Energy und TC Energy haben ihren Hauptsitz in Calgary. Auch Großkonzerne anderer Branchen wie etwa die Canadian Pacific Railway, Dow Chemical, NOVA Chemicals, General Dynamics Canada, Shaw Communications und WestJet Airlines führen ihre Geschäfte von Calgary aus.
2007 wurden in der Metropolregion Calgary rund 703.200 Arbeitsplätze und eine Arbeitslosenquote von 3,2 Prozent verzeichnet. Die Arbeitslosenquote erhöhte sich auf sieben Prozent im Dezember 2009.
In einer Rangliste der wichtigsten Finanzzentren weltweit belegte Calgary den 38. Platz (Stand: 2018).
Durch Calgary verläuft der wichtige CANAMEX Corridor. Diese Handelsroute wurde im Rahmen des Nordamerikanischen Freihandelsabkommens definiert und dient dem Transport zwischen Kanada, den Vereinigten Staaten und Mexiko.

### Bildung und Forschung
In Calgary befinden sich 223 öffentliche Schulen mit mehr als hunderttausend schulpflichtigen Kindern bis zur Klasse 12 (High School). Die Schulen unterstehen der Aufsicht des Calgary Board of Education.
Die University of Calgary ist die größte Universität der Stadt. Die Universität wurde 1966 gegründet und zählt somit zu den jüngeren Universitäten Kanadas. Im Studienjahr 2010 waren etwa 30.000 Studenten an der Universität immatrikuliert. Die zweitgrößte Universität ist die Mount Royal University mit rund 15.000 Studenten. Kleinere Universitäten sind das Southern Alberta Institute of Technology (SAIT), das Bow Valley College, Alberta College of Art and Design (ACAD), Ambrose University College, St. Mary’s University College und die DeVry University.

### Medien
Die Calgary Herald und die Calgary Sun sind die wichtigsten Zeitungen in Calgary. Zudem haben die Fernsehsender Global TV, CityTV, CTV und CBC ihre lokalen Studios in Calgary. Daneben befinden sich mehrere Hörfunksender wie unter anderem Country 105 FM, X 92.9 FM, Virgin 98.5 FM und Kool 101.5 FM.

### Einkaufszentren

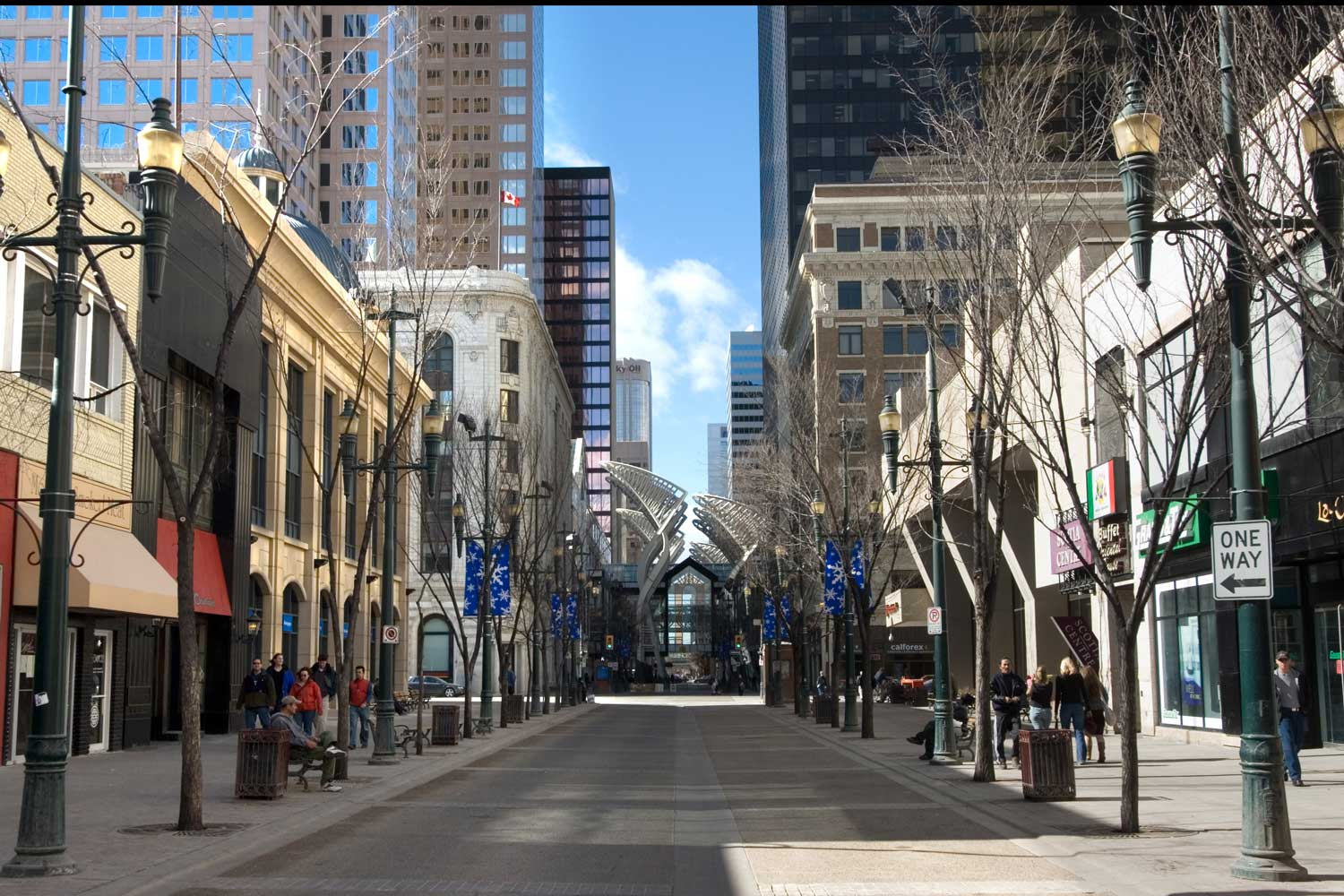
Stephen Avenue

Die Innenstadt von Calgary bietet mehrere Einkaufszentren und -straßen mit Restaurants verschiedener Küchen, Bars, Cafés sowie Diskotheken und Clubs. Eines dieser Zentren ist The Core Shopping Centre, welches neben Cafés und Restaurants rund 160 Geschäfte auf vier Ebenen beherbergt. Eine weitere Einkaufsmöglichkeit bietet die Stephen Avenue und der Eau Claire Market in einem Stadtteil, der sich etwas außerhalb der Innenstadt befindet und an den Bow River grenzt. Das größte Einkaufszentrum von Calgary, das Chinook Centre, befindet sich etwa fünf Kilometer südlich der Innenstadt und verfügt über 250 Geschäfte, ein Kino und mehrere Restaurants und Cafés.

### Öffentliche Einrichtungen
Für die Sicherheit sind die 2000 Beamten des Calgary Police Service zuständig. Sie verteilen sich auf acht Polizeidienststellen. Unterstützt werden die Beamten von der Royal Canadian Mounted Police (RCMP), die über Provinz-Hauptdienststellen in der Stadt verfügen. Das Calgary Fire Department ist mit 39 Feuerwachen für Brandbekämpfung zuständig. Die medizinische Erstversorgung übernimmt Alberta Health Services (AHS) Emergency Medical Services (EMS).
Calgary verfügt über fünf größere Krankenhäuser. Das Foothills Medical Centre ist das größte Krankenhaus in der Stadt. Weitere Krankenhäuser sind das Peter Lougheed Centre, das Rockyview General Hospital, das Alberta Children's Hospital sowie der South Health Campus. Diese fünf größten Krankenhäuser verfügen über mehr als 2100 Betten und beschäftigen mehr als 11.500 Mitarbeiter. Alle Krankenhäuser unterstehen dem Alberta Health Services – Calgary Health Region.

## Kultur und Sehenswürdigkeiten

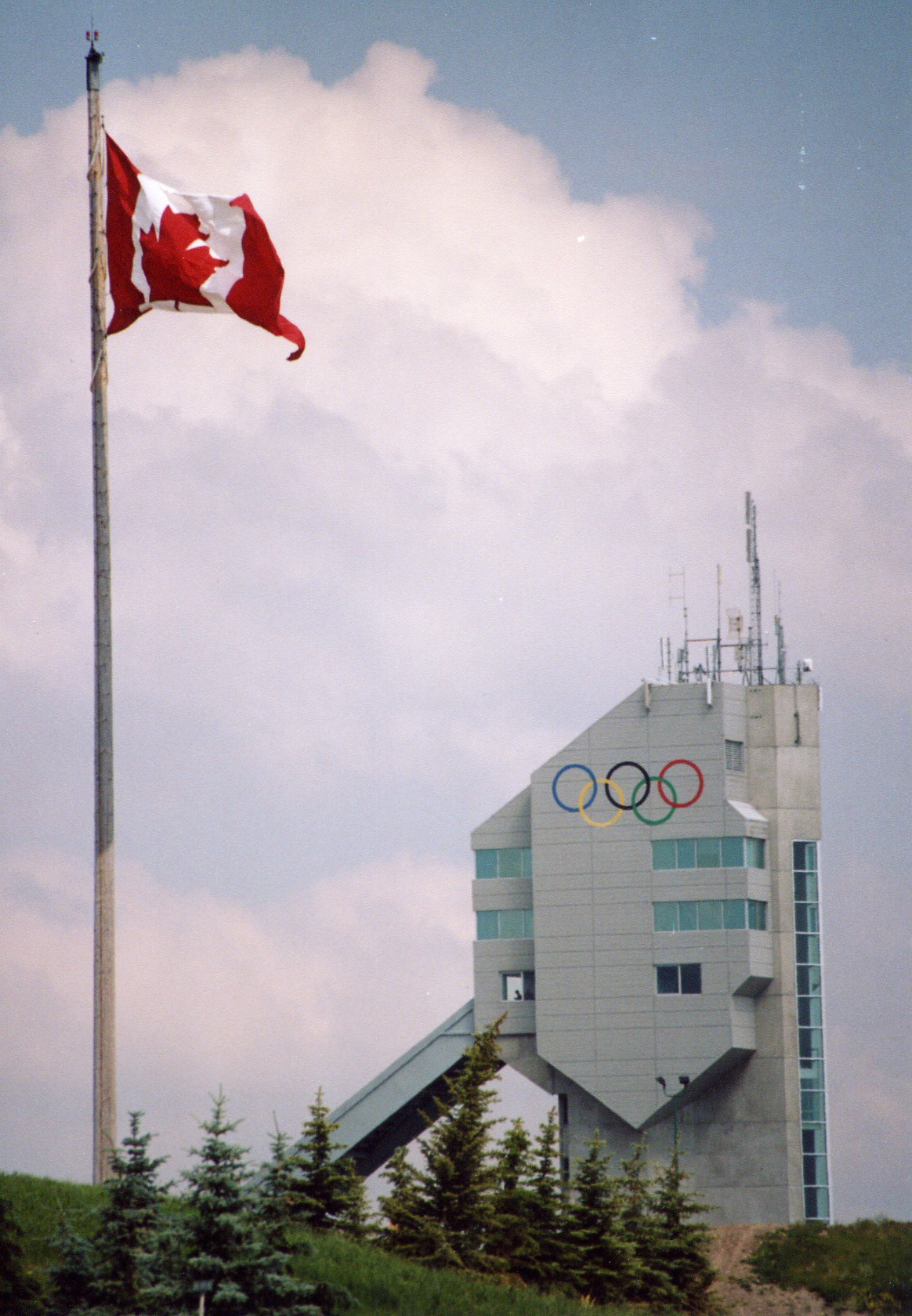
Olympische Skisprungschanze

### Überblick
Calgary ist eine moderne Stadt, die trotzdem sehr an traditioneller Kultur festhält. Es finden sich zahlreiche Saloons, Westernbars und Nachtclubs. Eine Vielzahl multikultureller Stadtviertel spiegelt die Einwandererstruktur wider.
Die Innenstadt von Calgary bietet mehrere kulturelle und architektonische Sehenswürdigkeiten. So befinden sich viele Wolkenkratzer im Innenstadtbereich von Calgary, in denen viele Unternehmen der Mineralöl- und Gasindustrie ihren Hauptsitz haben. Das Markenzeichen der Stadt ist der 190 Meter hohe Calgary Tower, ein Fernsehturm mit einer verglasten Aussichtsplattform. Er beherbergt ein sich drehendes Restaurant im Turm und ein weiteres in der Empfangshalle. Dort befindet sich auch ein Touristeninformationszentrum. Devonian Gardens ist ein Indoor-Park und zählt zu den weltweit größten Parks dieser Art. Im Stadtteil Chinatown im Norden der Innenstadt findet man neben einer Vielzahl von Restaurants und Einkaufsmöglichkeiten architektonische und kulturelle Sehenswürdigkeiten. Calgarys Zoo mit 290 verschiedenen Tierarten liegt östlich der Innenstadt auf einer Insel im Bow River. Der Heritage Park stellt das westkanadische Alltagsleben von Mitte des 19. bis Mitte des 20. Jahrhunderts dar. In der Innenstadt befindet sich der Prince’s Island Park, weitere Parks sind der Canada Olympic Park, Fort Calgary Historic Park mit historischen Gebäuden und Eisenbahnausstellungen. Weitere Parks und Erholungsgebiete sind der Fish Creek Provincial Park im Süden der Stadt, der Nose Hill Park im Norden, der Bowness Park, der Edworthy Park entlang des Bow Rivers und der Confederation Park.
Calgary ist das Zentrum der Country-Musik in Kanada und wird oft auch als „Nashville des Nordens“ bezeichnet.

### Museen, Galerien und Bibliotheken
Das Glenbow Museum ist das größte der Stadt und der Provinz mit einer Ausstellungsfläche von 8600 Quadratmetern und mit einer Million Exponaten. Ein weiteres größeres Museum in der Stadt ist das Telus World of Science, das Ausstellungsstücke aus verschiedenen wissenschaftlichen Bereichen bietet. Ein Neubau für das Telus World of Science wird derzeit im Osten der Innenstadt in der Nähe des Zoos errichtet.
In der Innenstadt, insbesondere entlang der Stephen Avenue und der 17. Avenue, befinden sich eine Reihe von Kunstgalerien. Die größte unter ihnen ist die Art Gallery of Calgary (AGC). Zudem ist Calgary die Heimat des Alberta College of Art and Design.
Die Calgary Public Library (CPL) ist die zweitgrößte öffentliche Bibliothek Kanadas und die sechstgrößte in Nordamerika.

### Festivals und Veranstaltungen

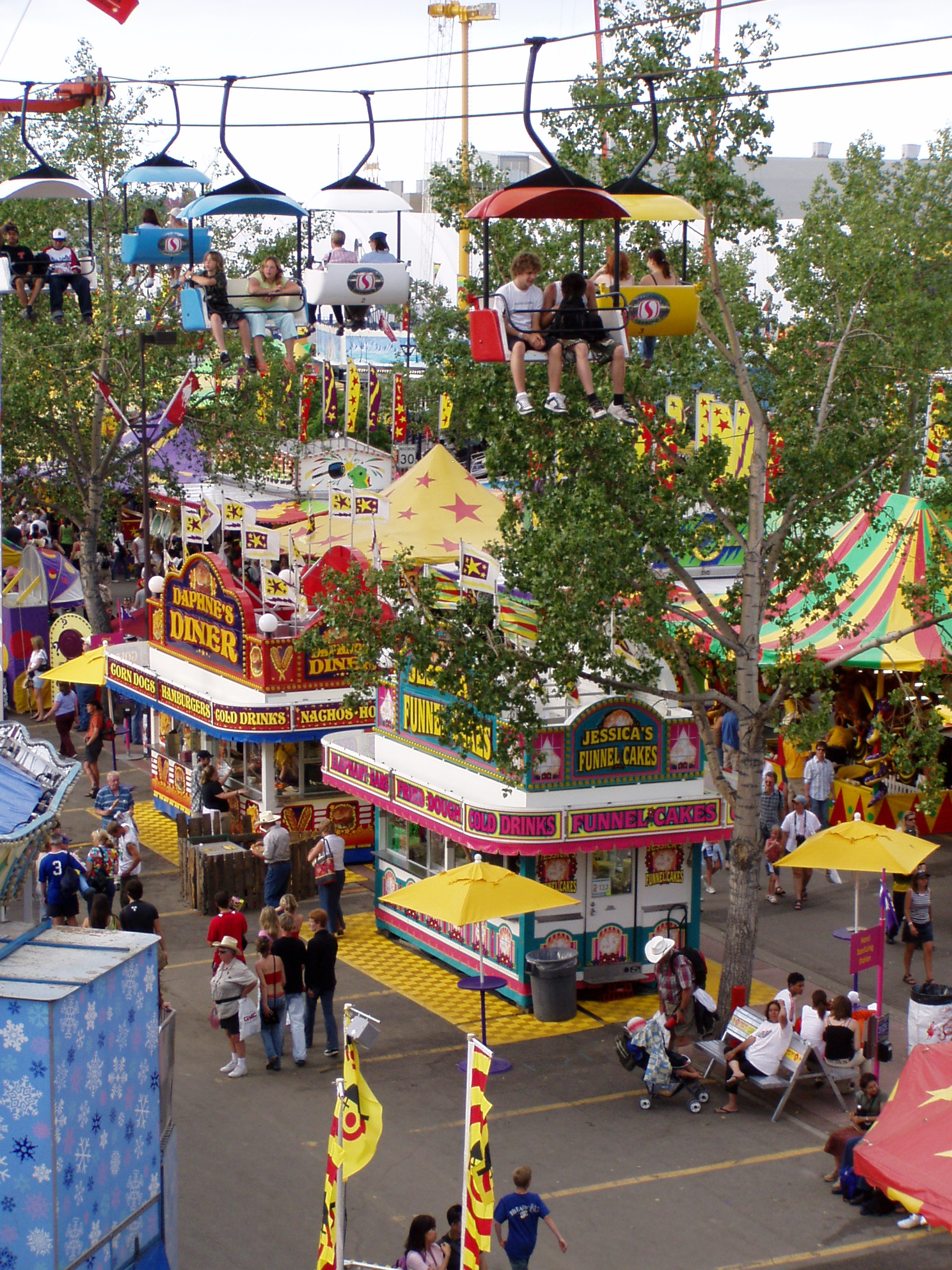
Calgary Stampede (2005)

Calgary beherbergt eine Reihe von jährlichen Festivals und Veranstaltungen.
Das bekannteste unter ihnen ist das Calgary Stampede, die größte Rodeoshow der Welt, welche seit 1912 jedes Jahr im Juli stattfindet und bei der jährlich mehr als 2 Millionen Dollar Preisgeld vergeben werden. Es ist eins der größten Festivals Kanadas. Im Jahr 2005 besuchten 1.242.928 Besucher die Veranstaltung.
Außerdem gibt es noch das Calgary International Film Festival, das Calgary Folk Music Festival, das FunnyFest Calgary Comedy Festival, the Greek Festival, Carifest, Wordfest Banff-Calgary International Writers Festival, das Lilac Festival, GlobalFest, Calgary Fringe Festival, Summerstock, Expo Latino, Calgary Gay Pride, Calgary International Spoken Word Festival und viele andere.

### Sport

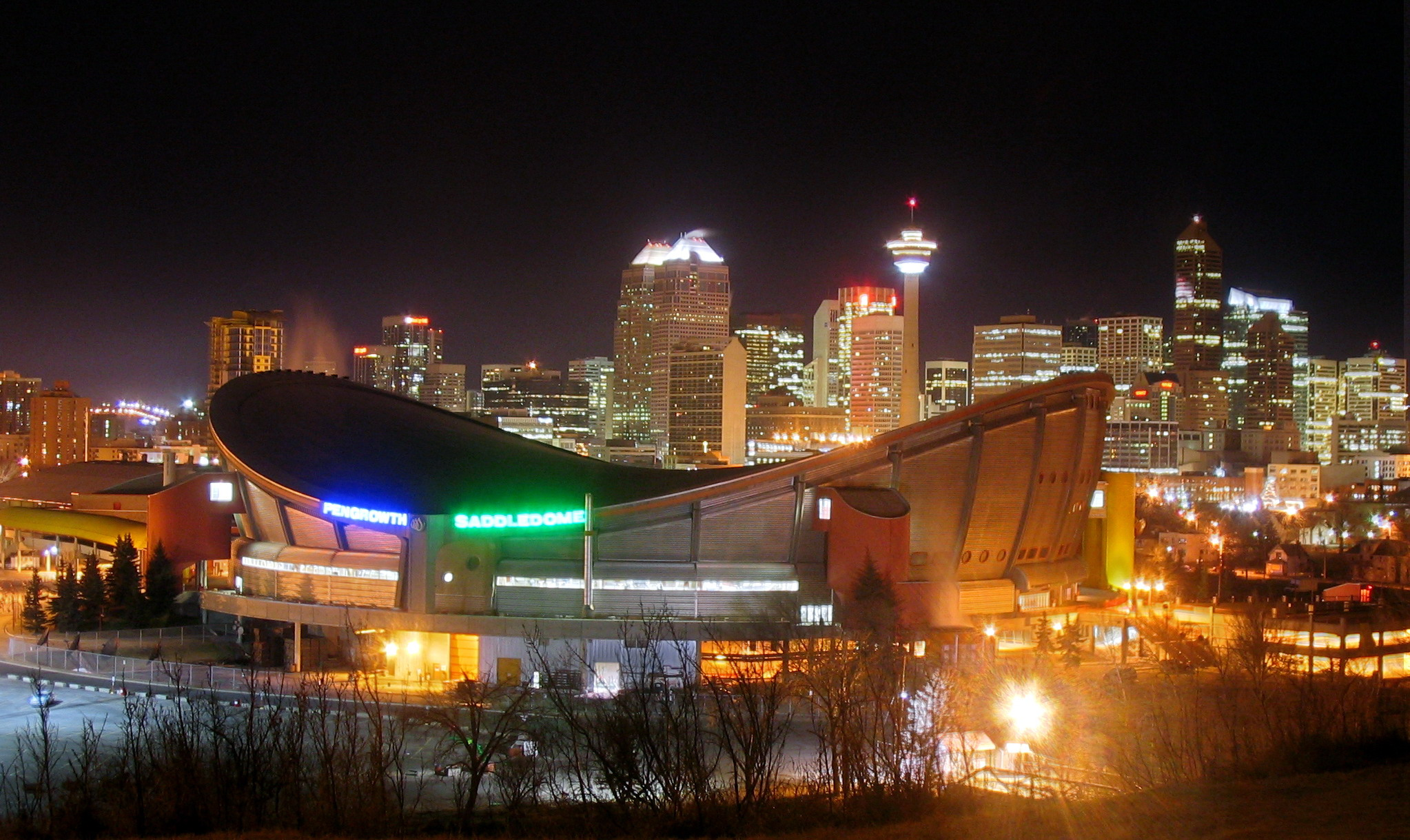
Das Scotiabank Saddledome Stadion in Calgary

Calgary ist als eine Stadt des Wintersports bekannt. 1988 war sie Gastgeber der Olympischen Winterspiele. Jährlich finden hier Weltcuprennen im Bobsport, Rodeln und Eisschnelllauf statt.
Die Calgary Flames, eine Eishockey-Mannschaft, spielen in der National Hockey League und konnten 1989 den Stanley Cup gewinnen. Ihr Heimstadion ist der Scotiabank Saddledome, wo auch das Juniorenteam aus der Western Hockey League, die Calgary Hitmen, spielen. Ein weiteres Team, die Calgary Stampeders aus der Canadian Football League (CFL), spielen im McMahon Stadium. Die Calgary Roughnecks sind Calgarys Lacrosse-Mannschaft und spielen in der National Lacrosse League (NLL). Ein professionelles  Baseballteam, die Calgary Vipers, gab es bis 2012 in Calgary, sie spielten in der North American League (NAL).
In Calgary ist der größte Reitstall der Welt, Spruce Meadows, beheimatet. Dort konkurrieren jedes Jahr die besten Reiter der Welt gegeneinander.
Eishockey und American Football zählen zu den beliebtesten Freizeitsportarten.

### Religion
Calgary ist Sitz des Bistums Calgary.

## Zeitgenössische Themen
Aufgrund des Wachstums der Stadt grenzt Calgary im Südwesten mittlerweile unmittelbar an das Sarcee-Nation-Indianerreservat.
Durch den prosperierenden Energiesektor und die Ölsandproduktion im Norden Albertas hat sich die Nachfrage für Immobilien in Alberta und besonders in Calgary erheblich erhöht. Infolgedessen stiegen die Immobilienpreise immens. Im November 2006 galt Calgary als teuerste Stadt Kanadas für Innenstadtbüros und als zweitteuerste (nach Vancouver) für Wohnimmobilien.
Die Lebenshaltungskosten und die Inflation sind nun die höchsten im Land. Im April 2007 betrug die Inflation sechs Prozent.

## Kriminalität
Im März 2008 genehmigte der Stadtrat ein Pilotprojekt, um bestimmte Bereiche der Innenstadt mit Überwachungskameras zu versehen. Das Projekt begann im Frühjahr 2009. Insgesamt sechzehn CCTV-Kameras wurden in zunächst drei Bereichen der Innenstadt (unter anderem Stephen Avenue) installiert.
Obwohl die Stadt im Vergleich mit anderen nordamerikanischen Städten eine relativ niedrige Kriminalitätsrate hat, hat sich die Banden- und Drogenkriminalität mit dem Wirtschaftswachstum erhöht. Im Jahr 2009 wurden 62 zusätzliche Polizisten als Fußpatrouillen in die Innenstadt entsandt.

## Verkehr
Calgary ist ein Verkehrsknotenpunkt für die Provinz Alberta und den Westen Kanadas. Der Calgary International Airport ist Kanadas drittgrößter Flughafen und fungiert als Drehkreuz für mehrere Fluggesellschaften. An das Straßennetz ist Calgary unter anderem über den Trans-Canada-Highway angebunden, im Schienengüterverkehr vor allem über die Canadian Pacific Railway.
Innerhalb der Metropolregion bietet der städtische Verkehrsbetrieb Calgary Transit öffentlichen Personennahverkehr in Form der Stadtbahn C-Train und Buslinien an.

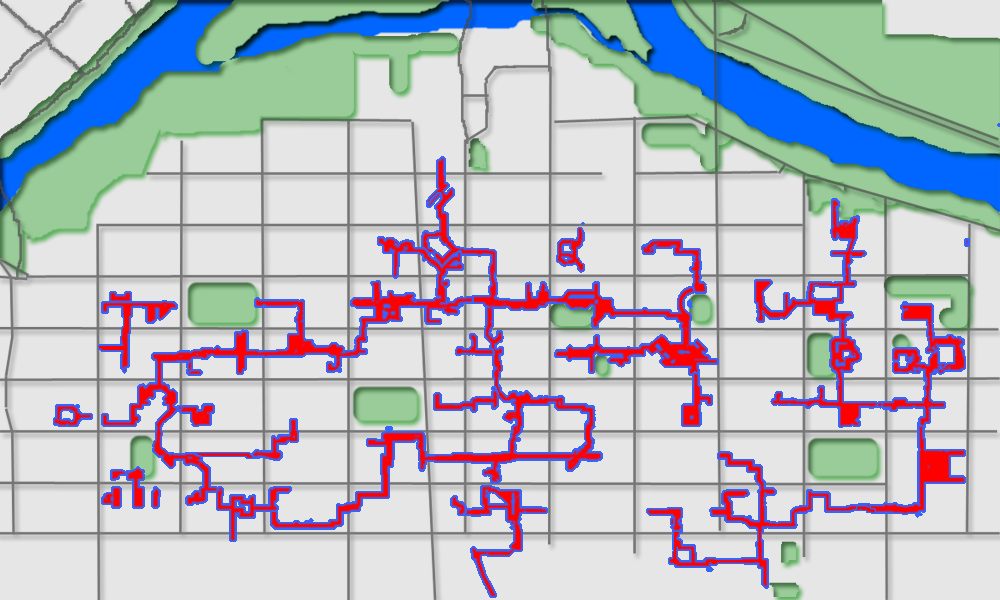
Plus 15-Skywalk-Netzwerk

Zum Verkehr in Calgary gehört auch das Plus 15-Skywalk-Netzwerk, (auch 15+) genannt. Der Name bezieht sich darauf, das die Brücken in der Regel in einer Höhe von 15 Fuß über dem Boden erbaut wurden. Da in Calgary oft strenge Winter herrschen, ermöglichen es diese wettergeschützten und klimatisierten Gehwege den Menschen sich vor dem Wetter geschützt fortzubewegen. Das seit 1969 entstandene System umfasst mittlerweile 86 dieser geschützten Brücken, die rund 130 Gebäude verbinden. Nicht nur Geschäftszentren oder Hochhäuser wie The Bow oder Eighth Avenue Place sind an das System angeschlossen, sondern auch Veranstaltungsorte wie das Calgary Telus Convention Centre oder Sehenswürdigkeiten wie der Calgary Tower sind neben öffentlichen Gebäuden angeschlossen.

## Bauwerke
Die ersten höheren und wichtigen waren das 30 Meter hohe Grain Exchange Building, welches im Jahr 1910 fertiggestellt wurde und das mehr als 50 Meter hohe Fairmont Palliser Hotels (fertiggestellt 1914).
In der Stadt erreichen heute fast 60 Bauwerke eine Höhe von mehr als 100 Metern. Das höchste Haus von ihnen ist das im Jahr 2017 fertiggestellte Hochhaus Brookfield Place. Es ist mit 247 Metern Höhe zugleich das höchste aller kanadischen Hochhäuser außerhalb von Toronto. Eine Höhe von 190,8 Metern erreicht der Calgary Tower.

## Städtepartnerschaften
Städtepartnerschaften gibt es mit den folgenden Städten:
- Phoenix (Vereinigte Staaten), seit 1997
- Daejeon (Südkorea), seit 1996
- Naucalpan de Juárez (Mexiko), seit 1994
- Daqing (Volksrepublik China), seit 1985
- Jaipur (Indien), seit 1973
- Québec (Kanada), seit 1956